# Ibolya (keresztnév)
Az Ibolya női név a latin viola szóból származik, melynek régi magyar alakváltozata az ivola volt, az ibolya szó ebből fejlődött ki.

## Rokon nevek
- Ivola:[1] az Ibolya és a Viola régi alakváltozata.[3]
- Viola

## Gyakorisága
Az Ibolya a 19., és különösen a 20. században vált népszerűvé. Az 1990-es években ritka név volt, a 2000-es években nem szerepel a 100 leggyakoribb női név között.
Az Ivola gyakori volt a középkorban, az 1990-es években ritka név volt, a 2000-es években nem szerepel a 100 leggyakoribb női név között.

## Névnapok
Ibolya
- augusztus 7.[2]
- augusztus 13.[2]
- szeptember 12.[2]

Ivola
- május 3.[3]
- június 15.[3]
- június 25.[3]

## Híres Ibolyák, Ivolák
- Csák Ibolya olimpiai bajnok magasugró
- Csonka Ibolya színművésznő
- Dávid Ibolya, politikusnő
- Diósszilágyi F. Ibolya tanár, ifjúsági írónő
- Mehlmann Ibolya, kézilabdázó
- Oláh Ibolya, énekesnő
- Szilassy Ibolya színésznő
- Virág Ibolya, műfordító-könyvkiadó, művelődésszervező
- Vrábel Ibolya válogatott labdarúgó